# Johannes Malka
Johannes Malka (Herten, 1922. július 16. – 2017. február 23.) német nemzetközi labdarúgó-játékvezető. Polgári foglalkozása sportvezető.

## Pályafutása

### Nemzeti játékvezetés
A játékvezetésből 1949-ben vizsgázott, 1952-ben országos bíró, 1953-ban minősítették az I. Liga játékvezetőjének. 1963-tól a Bundesliga bírója. Az aktív nemzeti játékvezetéstől 1969-ben vonult vissza. Első ligás mérkőzéseinek száma: 51.

#### Nemzeti kupamérkőzések
Vezetett Kupa-döntők száma: 1.

##### DFB Kupa
| Időpont          | Helyszín                  | Mérkőzés típusa | Mérkőzés                             | Eredmény | Nézők száma |
| ---------------- | ------------------------- | --------------- | ------------------------------------ | -------- | ----------- |
| 1964. június 13. | Neckar Stadion, Stuttgart | döntő           | TSV 1860 München–Eintracht Frankfurt | 2 : 0    | 45 000      |

#### Nemzetközi játékvezetés
A Német labdarúgó-szövetség Játékvezető Bizottsága (JB) terjesztette fel nemzetközi játékvezetőnek, a Nemzetközi Labdarúgó-szövetség (FIFA) 1959-től tartotta nyilván bírói keretében. Több nemzetek közötti válogatott és klubmérkőzést vezetett, vagy működő társának partbíróként segített. Törökországban és Görögországban vendégbíróként bajnoki mérkőzéseken működött. A német nemzetközi játékvezetők rangsorában, a világbajnokság-Európa-bajnokság sorrendjében többedmagával a 42. helyet foglalja el 1 találkozó szolgálatával. Az aktív nemzetközi játékvezetéstől 1966-ban a FIFA 45 éves korhatárát elérve búcsúzott. Nemzetközi mérkőzéseinek száma: 58. Válogatott mérkőzéseinek száma: 11.

#### Világbajnokság
A világbajnoki döntőhöz vezető úton Chilébe a VII., az 1962-es labdarúgó-világbajnokságra a FIFA JB bíróként alkalmazta.
| Időpont             | Helyszín                   | Mérkőzés típusa           | Mérkőzés                 | Eredmény | Nézők száma |
| ------------------- | -------------------------- | ------------------------- | ------------------------ | -------- | ----------- |
| 1960. szeptember 9. | Olimpiai Stadion, Helsinki | előselejtező (2. csoport) | Finnország–Franciaország | 1 : 2    | 15 572      |

#### Nemzetközi kupamérkőzések

##### Kupagyőztesek Európa-kupája
| Időpont            | Helyszín                | Mérkőzés típusa            | Mérkőzés                  | Eredmény |
| ------------------ | ----------------------- | -------------------------- | ------------------------- | -------- |
| 1961. november 29. | Dózsa Stadion, Budapest | első forduló (2. mérkőzés) | Újpesti Dózsa SC–AFC Ajax | 3 : 1    |

## Sportvezetőként
- 1978-tól 1996-ig az UEFA JB tagja, két éven keresztül elnöke.
- 1979-től 1995-ig a DFB JB elnöke volt.

## Írásai
Hans Ebersberger / Johannes Malka / Rudi Pohler szerzőtársakkal szakmai kiadványt készített: Játékvezetés és a futball – ISBN 978-3-7853-1580-4

## Szakmai sikerek
- 1978-ban a nemzetközi játékvezetés hírnevének erősítése, hazájában 10 éve a legmagasabb Ligában (osztályban) folyamatosan tevékenykedő, eredményes pályafutása elismeréseként, a FIFA JB felterjesztésére az 1965-ben alapított International Referee Special Award címmel és oklevéllel tüntette ki.
- A Német Labdarúgó-szövetség tiszteletbeli tagja.

## Magyar vonatkozás
| Időpont        | Helyszín               | Mérkőzés típusa          | Mérkőzés                | Eredmény | Nézők száma |
| -------------- | ---------------------- | ------------------------ | ----------------------- | -------- | ----------- |
| 1963. május 5. | Råsunda Stadion, Solna | 393. válogatott mérkőzés | Svédország–Magyarország | 2 : 1    | 19 100      |